# اچ‌ام‌اس سن (۱۷۹۸)
اچ‌ام‌اس سن (۱۷۹۸) (به انگلیسی: HMS Seine (1798)) یک کشتی است که طول آن ۱۵۶ فوت ۹ اینچ (۴۷٫۸ متر) می‌باشد. این کشتی در سال ۱۷۹۳ ساخته شد.